# アンナ・レイノルズ
アンナ・レイノルズ（英: Anna Reynolds, 本名: アン・レイノルズ（Ann Reynolds）、1931年10月4日 - 2014年2月24日）は、イギリスのメゾソプラノおよびアルト歌手。

## 生涯
イングランドのカンタベリーに生まれる。当初はピアノを学び、ロンドン王立音楽院に進学するも、声楽に転向。ローマに留学してデボラ・ファムブリとレ・コスターに師事した後、1960年にパルマにてプッチーニの『蝶々夫人』のスズキ役でデビューを飾った。1962年にはグラインドボーン音楽祭に出演したり、バルビローリの指揮するエルガーの『ゲロンティアスの夢』の公演に参加したりした。1967年にはミラノのスカラ座とコヴェントガーデン王立歌劇場に初出演を果たし、1968年にはメトロポリタン歌劇場に出演してアメリカ・デビューを飾った。1970年にはバイロイト音楽祭でワーグナーの『ワルキューレ』でフリッカ役として初登場し、ザルツブルク音楽祭の『ニーベルングの指環』の公演にも参加した。リートや宗教音楽も得意とし、シューマンの歌曲集やマーラーの『大地の歌』などもレパートリーに入れ、カール・リヒターによるバッハのカンタータ集の録音にも参加していた。
2014年2月24日にカーゼンドルフのペーステンにて他界した。